# Sofía Matilde Joy Redman
Sofía Matilde Joy Redman   (Holborn, 7 d'octubre de 1823 - Berkeley, 14 de gener de 1908) va ser una dama i institutriu britànica establerta a Costa Rica, primera dama de la nació de 1859 a 1863 pel seu matrimoni amb el president José María Montealegre.
Va néixer a Holborn, Londres, el 1823. Membre d'una bona família, era filla de William Joy i de Mary Redman Joy. Era parenta de William Gore Ouseley, ministre plenipotenciari del govern britànic a Costa Rica el 1858.
Va ser institutriu dels fills de José María Montealegre, cirurgià de formació i membre d'una important família de cafeters, que exportava un gran volum de cafè a la Gran Bretanya. Es va casar amb aquest metge l'1 de gener de 1858 a la ciutat de San José, després d'esdevenir aquest vidu el 1854. La unió no va estar exempta de polèmica a causa que Joy era de religió luterana i a Costa Rica existia una incompatibilitat legal, atès que només era vàlid el matrimoni catòlic, raó per la qual van haver de pagar 1.000 pesos al bisbe perquè els permetés casar-se. D'aquesta manera, Joy va poder conservar la seva religió. El matrimoni va tenir dos fills.
Sovint anomenada pels contemporanis «Miss Joy», va ser primera dama de Costa Rica de 1859 a 1863, mentre el seu marit va ocupar la presidència de la república.
Va morir el 14 de gener de 1908 a Berkeley (Califòrnia), als 84 anys. Està enterrada al Cypress Lawn Memorial Park.